# Grover (postać)
Grover, także Florek – postać fikcyjna, jeden z muppetów Jima Hensona występujący w programie Ulica Sezamkowa. Jest tam jedną z głównych postaci. Jest on potworem o granatowym futrze, okrągłej głowie i różowym nosie.

## Charakterystyka postaci
Grover to potwór zamieszkały przy fikcyjnej ulicy „Sezamkowej” w Nowym Jorku. Jego wiek nie jest określony. Mieszka on razem ze swoją matką, której imienia dotąd nie poznaliśmy (w serialu określana jest mianem „mamusi Grovera” Grover’s Mommy). Postać posiada wiele prac, do najpopularniejszych należą bycie kelnerem (zwykle zdarza mu się obsługiwać epizodyczną postać – Pana Johnsona) oraz bycie superbohaterem (pseudonim Super Grover).
Ciało Grovera jest pokryte granatowym futrem. Jest on wysoki. Posiada dwoje oczu bez tęczówek oraz czerwone usta. Posiada również różowy, kulisty nos. Kształt jego głowy jest okrągły. Muppet ten jest wysoki. Ma długie ręce i nogi.
Grover to z usposobienia miły potwór. Kiedy mówi, rzadko używa skrótów. Określa się mianem „słodkiego, futrzastego potworka”. Jest również lekkomyślny oraz niezdarny. Kiedy pracuje w serialowej restauracji Charliego (Charlie’s Restaurant), zdarzają mu się niespodziewane incydenty. W jednym skeczu rozlał zupę na klienta, w innym nie dał mu dojść do słowa upierając się, że przy daniu niczego nie brakuje (kiedy to zapomniał podać łyżki bez której Pan Johnson nie zjadłby zupy). Pamięta jednak o zwracaniu się do innych z szacunkiem (np. do swojego stałego klienta – Pana Johnsona – odnosi się z tytułem sir). Grover może poszczycić się darem pomocności. Często (choć zwykle mało skutecznie) próbuje pomagać Kermitowi Żabie w swoich wykładach w programie. Często jego wypadki irytują innych, np. Kermita Żabę, kiedy to Grover próbuje sprzedać mu, czego nie potrzebuje. Przykładem jest skecz, w którym Grover próbuje sprzedać żabie szczoteczkę do zębów. Pluszowy płaz upiera się, iż takowej nie potrzebuje, gdyż nie posiada zębów. Choć zwykle obsługiwanie klienta, czy pomoc innym mu nie wychodzą, zawsze ma wobec wszystkich dobre intencje.

## Historia postaci

### Początki
Po raz pierwszy Grovera na szklanym ekranie ujrzano 24 grudnia 1967 roku w programie The Ed Sullivan Show. Akcja skeczu odbywała się w gabinecie Świętego Mikołaja. Pięć potworów, które opisały się jako grupa „bandytów, oszustów i włamywaczy” chciało okraść Mikołaja z prezentów. Jednym z potworów był Gleep, prototyp Grovera. Kukła miała brudnozielone futro, czerwony nos i złośliwie ustawione oczy. Postać zagrał Frank Oz. Lalka o zielonym futrze była używana przez Jima Hensona w wielu produkcjach z muppetami w latach 1967–1970. Marionetki zwykle używano do przedstawiania postaci epizodycznych.
W 1969 roku, zielonowłosego muppeta używano wiele razy w pierwszej serii Ulicy Sezamkowej. „Gleep” często pojawiał się u boku żaby Kermita jako pomocnik w wykładach (wiele ze skeczów z udziałem tej pary zostało nagranych jeszcze raz w późniejszych latach z granatowym Groverem). Imię Grover zostało użyte po raz pierwszy serialu wobec prototypu Grovera w skeczu, w którym potwór upiera się, że jego imię ma być napisane wielką literą „G”.
W 1970 roku zadebiutował znany dzisiaj granatowowłosy Grover. Po raz pierwszy wystąpił w skeczu w The Ed Sullivan Show razem z Kermitem Żabą. Skecz zatytułowano What kind of fool am I? (pol. jakim rodzajem głupoty jestem?). Postać ponownie animował Frank Oz, który od tej pory został stałym odtwórcą roli.

### Dalsze losy na „Ulicy Sezamkowej”
Grover swoją osobowością szybko zdobył serca widzów i stał się jedną z głównych postaci, począwszy od serii 2 programu.
Jednym z najpopularniejszych duetów z udziałem muppeta był ten z Groverem i Panem Johnsonem, stałym klientem Grovera w „Restauracji Charliego”. W skeczach zwykle Johnson odwiedzał knajpę, a potwór go obsługiwał. W pierwszych skeczach z udziałem tej pary klient „manipulował” kelnerem, co zwykle wykańczało go [Grovera] na koniec. W późniejszych skeczach to Grover irytował konsumenta, który wielokrotnie żałował odwiedzin w restauracji.
Godny Uwagi jest również duet Grover-Kermit. W skeczach z udziałem tej pary potwór wielokrotnie doprowadzał żabę do frustracji, szczególnie w skeczach, w których Grover pracował jako domokrążca i próbował sprzedać Kermitowi rzeczy, których ten nie potrzebuje, np. grzebień, szczoteczkę do zębów czy ogrzewacz do nosa. W skeczach, w których żaba-muppet prowadziła wykłady dla dzieci, np. na temat cyferki 5., Grover występował w roli niezdarnego pomocnika, do którego płaz miał większą cierpliwość niż do Grovera-domokrążcy.
W 1996 roku rolę głównego wykonawcy roli przejął Eric Jacobson, jednak Oz występował w roli epizodycznie do 2012 roku.

### Kontrowersje
W 2018 roku wokół postaci wybuchła kontrowersja. Grover rzekomo miał wypowiedzieć wulgarne słowo w jednym z odcinków Ulicy Sezamkowej, zwłaszcza za jego angielskie zdanie "That sounds like an excellent idea" które brzmiało jak "That's a fuckin' excellent idea".

## Międzynarodowe wersje
W wielu krajach imię postaci Grovera zostało zmienione:
| Kraj                            | Imię              |
| ------------------------------- | ----------------- |
| Afganistan                      | Kajkoal           |
| Brazylia                        | Arquibaldo        |
| Czechy                          | Bohoušek          |
| Egipt                           | Gaafar            |
| Hiszpania                       | Coco              |
| Indonezja                       | Gatot             |
| Iran                            | Qarqor            |
| Izrael                          | Kruvi             |
| Korea Południowa                | 그로버 (Geurobeo) |
| Niemcy                          | Grobi             |
| Norwegia                        | Gunnar            |
| Pakistan                        | Banka             |
| Polska                          | Florek            |
| Portoryko oraz Ameryka Łacińska | Archibaldo        |
| Portugalia                      | Gualter           |
| Turcja                          | Açıkgöz           |